# Buldožer (glasbena skupina)
Buldožer je slovenska rokovska glasbena skupina, ustanovljena spomladi leta 1975, ki je koncertirala na območju celotne Jugoslavije. 
Skupino sta po seriji bolj ali manj neuspešnih festivalskih nastopov ustanovila Boris Bele in Marko Brecelj. Iz dua je nastala rokovska skupina Buldožer. 

## Zgodovina
Prvega albuma Pljuni istini u oči beograjska založba PGP RTB, kljub velikemu povpraševanju poslušalcev, za vsak primer ni ponatisnila zaradi ostrih negativnih reakcij moralistov takratne uradne politike »svetlih idealov«. Njihovi nastopi so prave atrakcije scenskih akrobacij in blebetanja v mikrofon. V Zagrebu se je Marko Brecelj na oder med pesmijo Don't Wanna Be a Paraplegic pripeljal v invalidskem vozičku, člani skupine pa so ga popljuvali. Sledile so uradne in neuradne prepovedi koncertov. Buldožerji so nastopali, kjer je bilo mogoče, ponekod so si z nastopom prislužili aplavz in pohvale, drugod pa graje in napade. Drugi album Zabranjeno plakatirati, ki je bil pripravljen oktobra 1976, je kljub spremembi nekaterih spornih besedil obtičal v uredniškem predalu založbe PGP. Leto pozneje je založba Helidon odkupila posnetke in novembra 1977 je album končno izšel. Tretji album Živi bili pa vidjeli je izšel kot soundtrack za hrvaški istoimenski film. Buldožerji so zato na festivalu v Pulju prejeli prestižno nagrado zlata arena za najboljšo filmsko glasbo. Po tretjem albumu je skupino zapustil kontroverzni vokalist Marko Brecelj. Po prvi varianti je bila za odhod kriva moka, ki naj bi jo, sveto prepričan, da je nekaj drugega, »snifal« Marko Brecelj. Po drugi varianti je bila za odhod kriva ponudba Gorana Bregovića, da Buldožer igra kot predskupina Bijeloga dugmeta, vendar Marko z njimi ni hotel igrati. Četrti album Izlog jeftinih slatkiša je njihov najbolje prodajani album. Vsejugoslovanska uspešnica Žene i muškarci ter Slovinjak punk sta istega leta izšla še na mali plošči. Leta 1981 je izšel mini LP album Rok end roul, kjer so se Buldožerji preizkušali v rockabillyju. Sledila sta dvojni album Ako ste slobodni večeras leta 1982 in album Nevino srce leta 1983, na katerem je založba Helidon izdala koncertne posnetke v živo. Po šestih letih je izšla zgoščenka Nova vremena z zbirko skladb nastalih med letoma 1975 in 1983. V začetku 90-ih let 20. stoletja se je skupina po dolgem premoru vrnila v Studio Tivoli in posnela nov album, ki pa je malo pred zaključkom, septembra 1993 zgorel v požaru. Po krajšem premoru je skupina ponovno posnela material in leta 1995 izdala zadnji album, Noć.
V letu 2006 se skupina vrača na odre. Trenutna zasedba:
- Boris Bele (vokal, kitara)
- Janez Zmazek (kitara)
- Andrej Veble (bas kitara)
- Borut Činč (klaviature)
- Dušan Vran - Cika (bobni)
- gosta:
  - Cole Moretti (spremljevalni vokal, tolkala)
  - Miklavž Ašič (spremljevalni vokal, saksofon)

Po 11-letnem premoru je bil prvi koncert skupine v ljubljanskih Križankah 23. septembra 2006, sledil je koncert v zagrebškem klubu Boogaloo 15. oktobra, 30. novembra so nastopili v mariborskem klubu Štuk, kasneje pa še v Novi Gorici, Pulju in Beogradu. 23. septembra 2006 je izšel set osmih zgoščenk z naslovom Lik i djelo, v katerem so zbrana vsa dosedanja dela skupine.
Leta 2016 je skupina prejela občinsko plaketo mesta Ljubljana.

## Diskografija
| Leto | Naslov                         | Oblika              | Založba          | Ostale informacije                                                      |
| ---- | ------------------------------ | ------------------- | ---------------- | ----------------------------------------------------------------------- |
| 1975 | Pljuni istini u oči            | LP, CD, MC          | PGP BG / Helidon | Helidon je ploščo odkupil po letu 1977                                  |
| 1976 | Zabranjeno plakatirati         | LP, CD, MC          | PGP BG / Helidon | Helidon je ploščo izdal in odkupil leta 1977                            |
| 1979 | Živi bili pa vidjeli           | mini LP, soundtrack | Helidon          | Album prejme Zlato areno na festivalu v Puli                            |
| 1980 | Izlog jeftinih slatkiša        | LP, MC              | Helidon          | Najbolj prodajana plošča                                                |
| 1980 | Žene i muškarci Slovinjak punk | SP                  | Helidon          |                                                                         |
| 1981 | Rok end roul                   | mini LP             | Helidon          |                                                                         |
| 1982 | Ako ste slobodni večeras       | 2LP, 2MC            | Helidon          | V živo posneto v zagrebškem klubu Kulušić                               |
| 1983 | Nevino srce                    | LP, MC              | Helidon          | V živo posneto na koncertih po Jugoslaviji                              |
| 1989 | Nova vremena                   | LP, MC, CD          | Helidon          | Prva rock kompaktna plošča v Jugoslaviji                                |
| 1995 | Noć                            | CD, MC              | Helidon          | Praktično končan album je sprva zgorel v požaru studia Tivoli leta 1993 |

## Vir
1. ↑  Jelka Reichman in Ciril Zlobec letošnja častna meščana Ljubljane